# Hodoșa, Harghita
Hodoșa (în maghiară Gyergyóhodos) este un sat în comuna Sărmaș din județul Harghita, Transilvania, România.

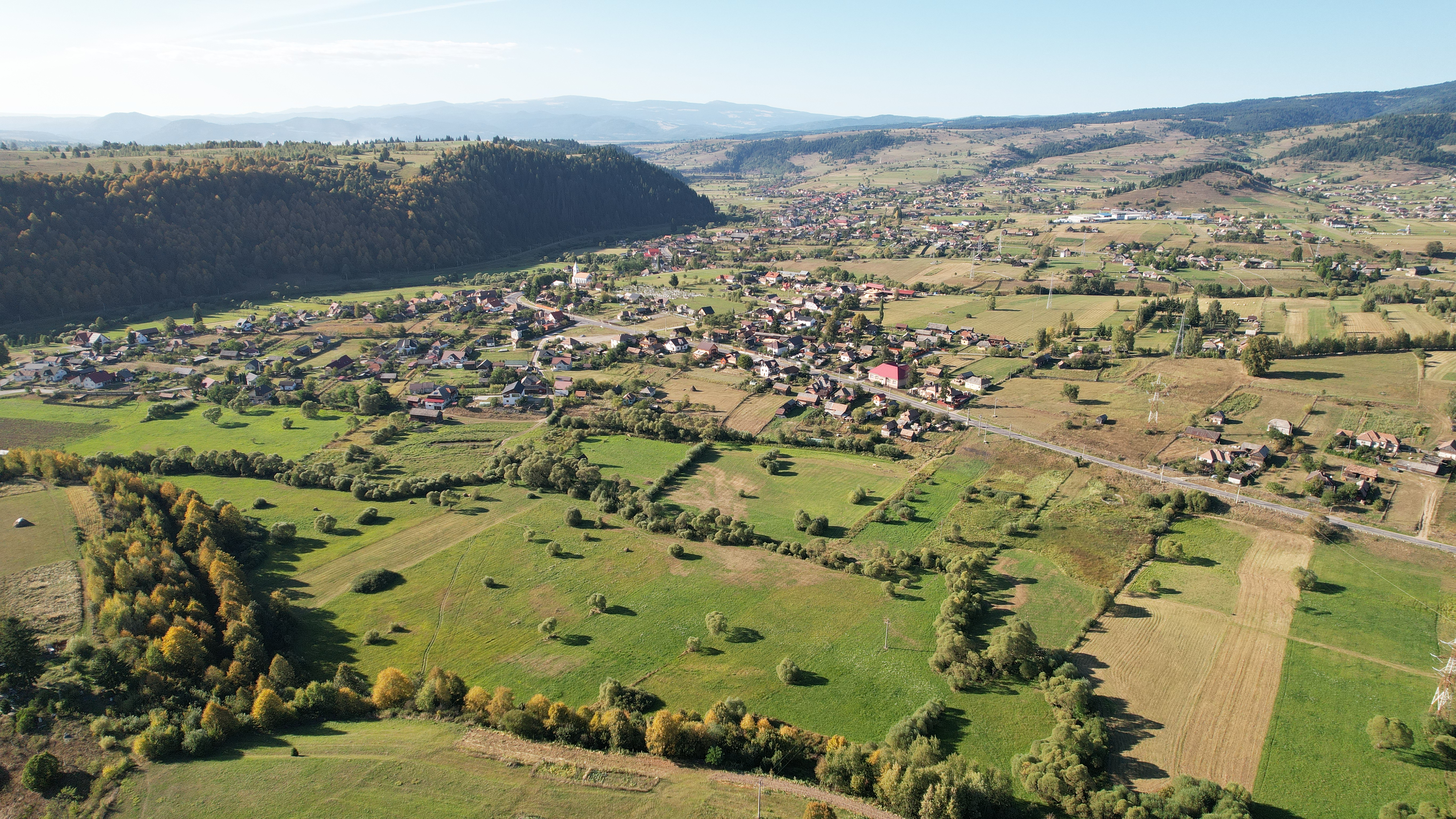
Hodoșa-Sat
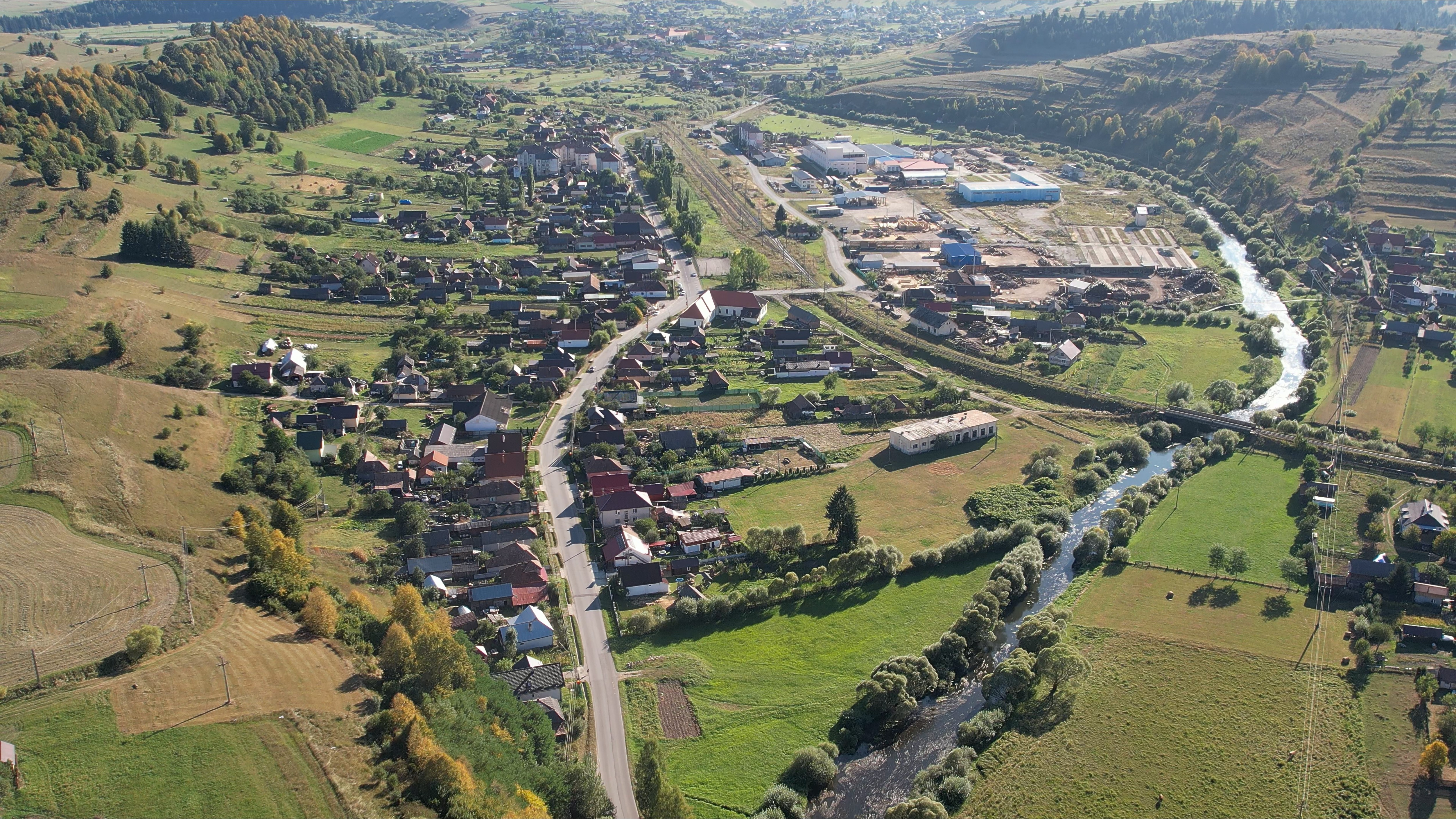
Hodoșa-Gară

 Acest articol despre o localitate din județul Harghita este deocamdată un ciot. Puteți ajuta Wikipedia prin completarea lui.